# Peter Burton
Peter Burton est un acteur britannique né le 4 avril 1921 à Bromley (Angleterre) et mort le 21 novembre 1989 à Londres.
Il était le premier acteur à interpréter le rôle de Q dans James Bond. Burton était indisponible pour reprendre son rôle dans Bons Baisers de Russie et fut remplacé par Desmond Llewelyn qui a joué le rôle jusqu'à sa mort (1999).

## Filmographie partielle
- 1952 : The Tall Headlines de Terence Young
- 1953 : Commando à Rhodes (They Who Dare)
- 1953 : Le Fond du problème
- 1954 : Commando à Rhodes (They Who Dare) de Lewis Milestone
- 1960 : Coulez le Bismarck !
- 1962 : James Bond 007 contre Dr. No
- 1962 : Lawrence d'Arabie (non crédité)
- 1966 : Judith de Daniel Mann
- 1970 : Hell Boats
- 1971 : Orange mécanique de Stanley Kubrick

## Télévision
- 1966 : Chapeau melon et bottes de cuir, ép. Petite chasse pour gros gibier (Small Game for Big Hunters)
- 1967 : Le Saint, ép. Pièges en tous genres (The Gadget Lovers)
- 1983 : La Pourpre et le Noir (The Scarlet and the Black), téléfilm de Jerry London